# グアダルーペ郡 (ニューメキシコ州)
グアダルーペ郡 (グアダルーペぐん、英: Guadalupe County) はアメリカ合衆国ニューメキシコ州にある郡。2020年の総人口は4,452人で、郡庁所在地はサンタローザである。

## 地理
総面積は7,852 km² (3,032 mi² )。陸地面積は7,849 km² (3,030 mi²)で、水面積は3 km² (1 mi²)で全体の0.04%である。

## 近接する郡
- サンミゲル郡 (ニューメキシコ州) - 北
- クワイ郡 (ニューメキシコ州) - 東
- デバカ郡 (ニューメキシコ州) - 南
- リンカーン郡 (ニューメキシコ州) - 南西
- トランス郡 (ニューメキシコ州) - 西

## 人口統計
以下は2000年の国勢調査における人口統計データである。
| 基礎データ - 人口: 4,680人 - 世帯数: 1,655世帯 - 家族数: 1,145家族 - 人口密度: 1/km² (2/mi²） - 住居数: 2,160軒 - 住居密度: 0/km² (1/mi²) 人種別人口構成 - 白人: 54.06% - アフリカン・アメリカン: 1.32% - ネイティブアメリカン: 1.13% - アジア人: 0.53% - 太平洋諸島系:0.04% - その他の人種: 39.06% - 混血(2人種間以上の): 3.85% - ヒスパニック・ラテン系: 81.22% 世帯と家族（対世帯数） - 全世帯数: 1,655世帯 - 18歳未満の子供がいる:33.80% - 結婚・同居している夫婦: 49.50% - 未婚・離婚・死別女性が世帯主: 14.30% - 非家族世帯: 30.80% - 単身世帯: 27.90% - 65歳以上の老人1人暮らし: 11.50% - 平均構成人数 - 世帯: 2.51人 - 家族: 3.05人 | 年齢別人口構成 - 18歳未満: 24.40% - 18-24歳: 9.20% - 25-44歳: 30.70% - 45-64歳: 21.90% - 65歳以上: 13.80% - 年齢の中央値: 38歳 - 性比（女性100人あたり男性の人口） - 総人口: 121.50人 - 18歳以上: 126.30人 収入と家計 - 収入の中央値 - 世帯: 24,783米ドル - 家族: 28,279米ドル - 性別 - 男性: 22,463米ドル - 女性: 18,500米ドル - 人口1人あたり収入: 11,241米ドル - 貧困線以下 - 対家族: 18.10% - 対人口: 21.60% - 18歳未満: 24.10% - 65歳以上: 19.40% |

## 主な市および町
- Santa Rosa
- Vaughn